# Septembre 1900

## Événements
- Afrique du Sud : mise en place des premiers camps de concentration par les Britanniques. Les prisonniers boers y sont internés : 25 000 y périssent. Les faits sont rapportés par la presse et réveillent en France et en Allemagne les sentiments anglophobes.
- Les frères Wright commencent à tester avec succès leur Glider I en tant que cerf-volant à Kitty Hawk (États-Unis). Ce cerf-volant/planeur fut construit sur les indications d'Octave Chanute.
- 1er septembre :
  - A Constantinople, festivités grandioses en présence de toutes les autorités européennes à l'occasion de la 25ème année du régime du sultan Abdul Hamid.
  - Le Transvaal devient colonie britannique. La résistance des Boers se poursuivra pendant deux ans.
- 3 septembre : les Russes contrôlent une partie de la Mandchourie (nord-est de la Chine).
- 6 septembre: ouverture du funiculaire de Fourvière à Lyon.
- 8 septembre: un ouragan détruit la ville de Galveston (Texas) et provoque la mort d'environ 8 000 personnes.
- 13 septembre: présentation à Melbourne de «Soldiers of the Cross», premier film accompagné d'une musique interprétée par une chorale.
- 17 septembre: au congrès du parti social-démocrate à Mayence, Rosa Luxemburg appelle de ses vœux «un mouvement populaire contre la politique chinoise» de l'Allemagne.
- 19 septembre: démonstration de l'aérostat de Santos-Dumont à l'Aéro-Club de Saint-Cloud dans le cadre de l'Exposition universelle.
- 20 septembre: dissolution officielle des «Etats de l'Eglise» à l'occasion du 30 anniversaire de la libération de Rome.
- 22 septembre: un fastueux banquet des maires, organisé aux Tuileries, rassemble 23 000 convives venus de toute la France.
- 23 septembre: 21 partis représentés au 5ème Congrès international socialiste de Paris (jusqu'au 27 septembre).
- 28-30 septembre: les Guesdistes du Parti ouvrier français (POF) rompent avec les Jauressistes au congrès de la salle Wagram. Le Parti socialiste révolutionnaire (Vaillant, Sembat…) se retirera fin mai 1901, lors du congrès de Lyon.
- 30 septembre :
  - France : loi des 11 heures d'Alexandre Millerand abaissant la durée du travail à onze heures.
  - Premier atterrissage d'un ballon français en Russie. Le Centaure du pilote Henry de La Vaulx parcourt 1 237 km en 21 heures et 34 minutes pour atteindre Bresc-Konyaski, en Russie.

## Naissances
- 6 septembre :
  - W.A.C. Bennett, premier ministre de la Colombie Britannique (mort le 23 février 1979).
  - Julien Green, écrivain américain († 13 août 1998).
- 12 septembre : Texas Alexander, chanteur américain de blues (+ 16 avril 1954).
- 18 septembre :
  - Jean-Henri Durand, résistant français du réseau Alliance pendant la Seconde Guerre mondiale († 30 novembre 1944).
  - Seewoosagur Ramgoolam, personnalité politique mauricienne (+ 15 décembre 1985).
- 26 septembre : Suzanne Belperron, joaillière français († 28 mars 1983).

## Décès
- 23 septembre : Arsenio Martinez Campos, homme politique espagnol (° 14 décembre 1831)
- 25 septembre : Félix-Gabriel Marchand, homme politique québécois (° 9 janvier 1832).